# Nix (satélite)
Nix es un satélite del sistema binario constituido por Plutón y Caronte. Fue descubierto a finales de 2005 junto con Hidra y el telescopio espacial Hubble confirmó su presencia en febrero de 2006. Se lo denominó provisionalmente 'S/2005 P 2' hasta que en junio de 2006 la Unión Astronómica Internacional lo bautizó como Nix. Se encuentra en el plano orbital de Caronte y ronda el centenar de kilómetros de diámetro.
Se sigue la línea de nomenclatura de Plutón y sus lunas, con elementos del inframundo de la mitología griega. Se la denomina Nix, la diosa primordial de la oscuridad.
Además el nombre se eligió en conjunto con el de la luna Hidra. Las iniciales de ambas, NH, sirven de tributo a la sonda espacial New Horizons (NH), que despegó en 2006 con destino a Plutón.
Este objeto tiene una magnitud +23,38, por lo cual es imposible observarlo desde la Tierra.
La luna de Plutón, fotografiada por la sonda espacial New Horizons, tiene una mancha rojiza que ha atraído el interés de los científicos. Los datos se obtuvieron en la mañana del 14 de julio de 2015, y se recibieron el 18 de julio; en el momento de observación la sonda estaba a una distancia de aproximadamente 165.000 km de Nix. La imagen muestra características tan pequeñas en el satélite como unos 3 kilómetros de ancho y 42 kilómetros de largo.

## Descubrimiento
Nix fue descubierto por el telescopio espacial Hubble por investigadores del equipo de búsqueda de Pluto Companion. El equipo de New Horizons sospechaba que Plutón y su satélite Caronte podrían estar acompañados por otros satélites, por lo que en 2005 utilizaron el Telescopio Espacial Hubble para buscar satélites débiles cerca de Plutón. Dado que Nix es unas 5.000 veces más tenue que Plutón en la oscuridad, se necesitan imágenes de larga exposición para encontrarlo. 

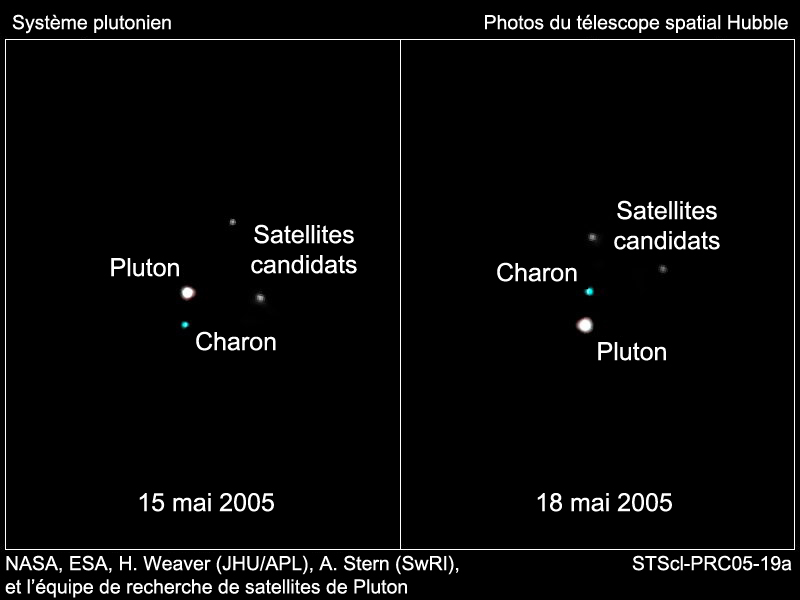
Imágenes del descubrimiento de Nix e Hidra

## Origen del nombre
El nombre formal Nix, proveniente de la diosa griega de la oscuridad y de la noche y también madre de Caronte, fue anunciado por la IAU el 21 de junio de 2006, sustituyendo así el anterior nombre (Plutón II). Junto con Hidra sus dos primeras iniciales (NH) son las iniciales de las dos palabras que forman el nombre de la sonda New Horizons. En inglés, se propuso inicialmente llamar al satélite Nyx, pero se descartó, ya que podría prestarse a confusión con el nombre en ese idioma (3908 Nyx) del asteroide (3908) Nix.

## Galería

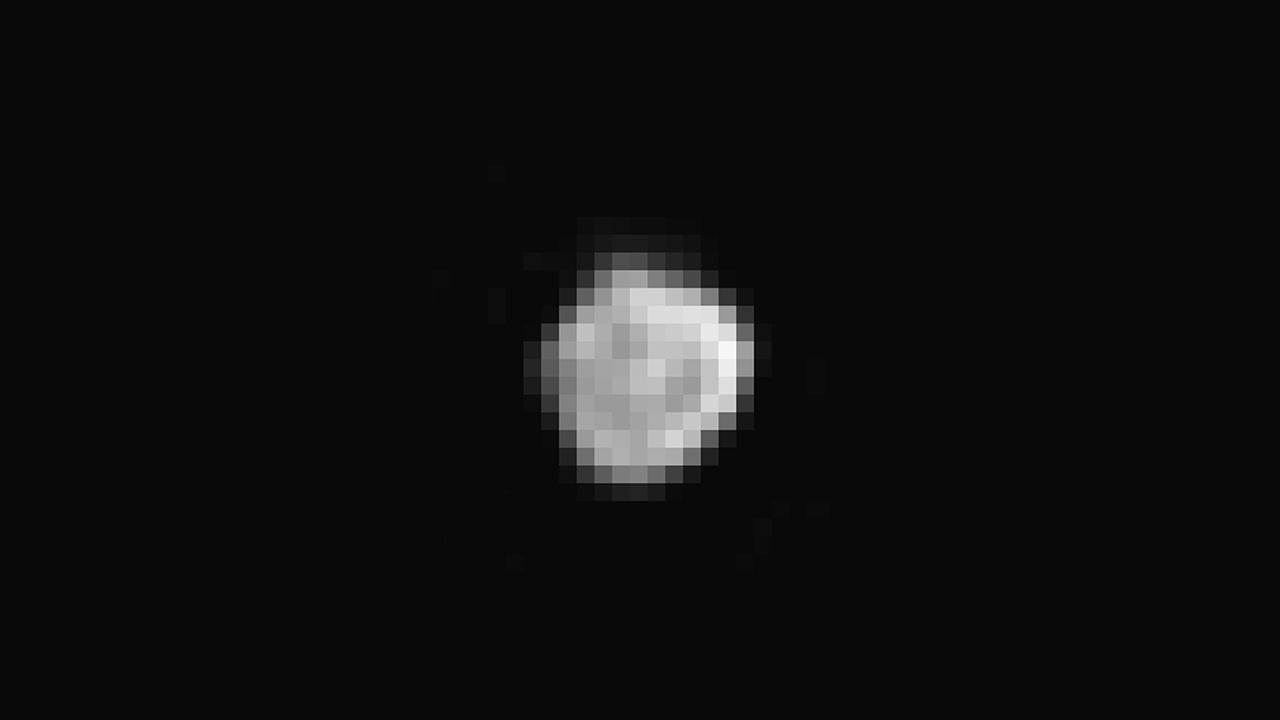
Vista polar de Nix fotografiada por  New Horizons  el 13 de julio de 2015.
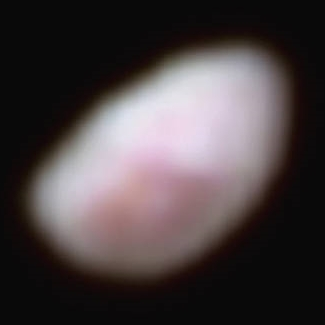
Nix fotografiada por  New Horizons  el 14 de julio de 2015. Los colores se han mejorado.
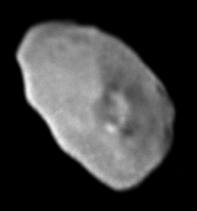
Nix fotografiada por New Horizons en blanco y negro.
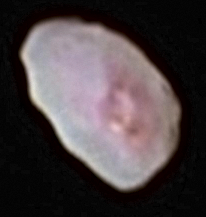
La imagen anterior, con la coloración del telescopio  Ralph.
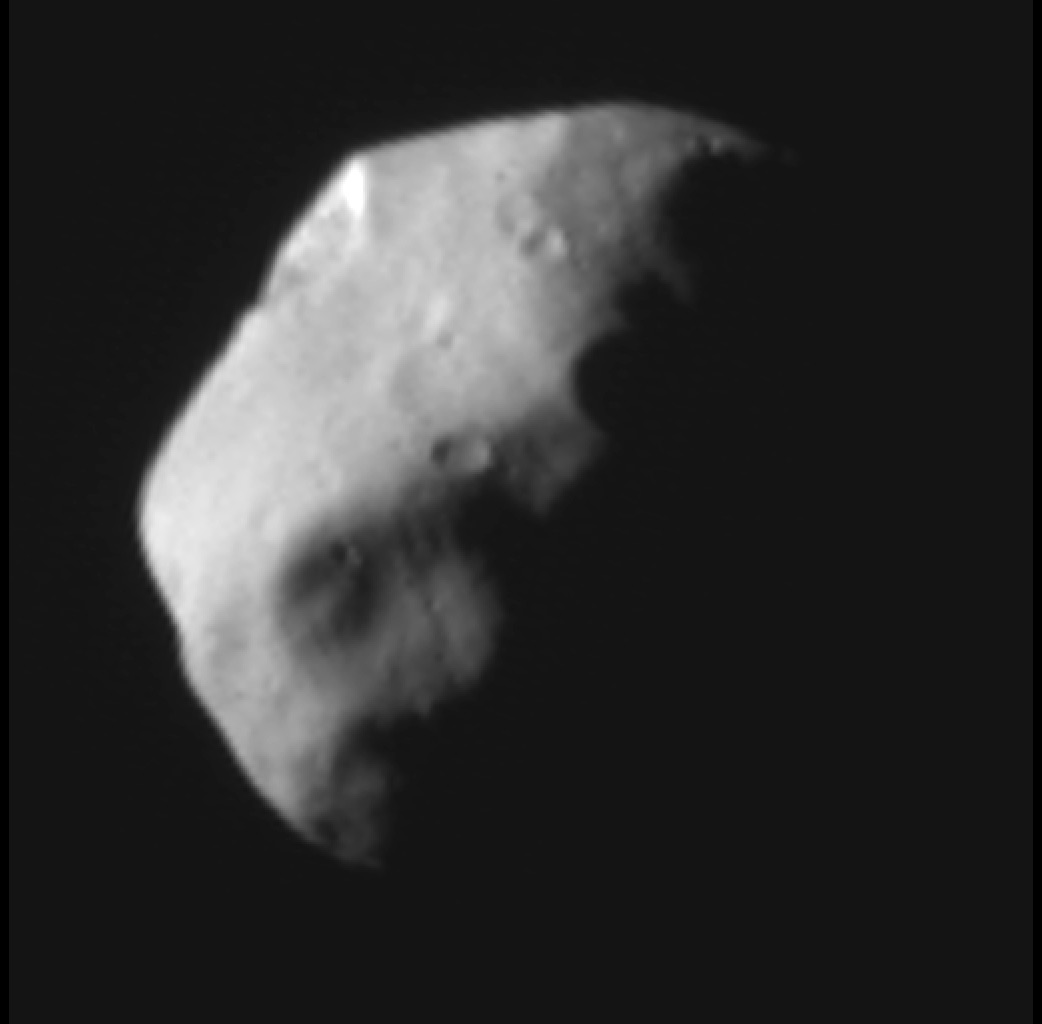
Nix fotografiada por New Horizons, publicado el 18 de diciembre el año 2015.